# Hubschrauberabsturz in Mannheim 1982
Bei einem Hubschrauberabsturz in Mannheim starben am 11. September 1982 46 Menschen. Die CH-47C Chinook stürzte im Bereich der Anschlussstelle Mannheim-Neckarau auf die Bundesautobahn 656 (Mannheim–Heidelberg).

## Ablauf

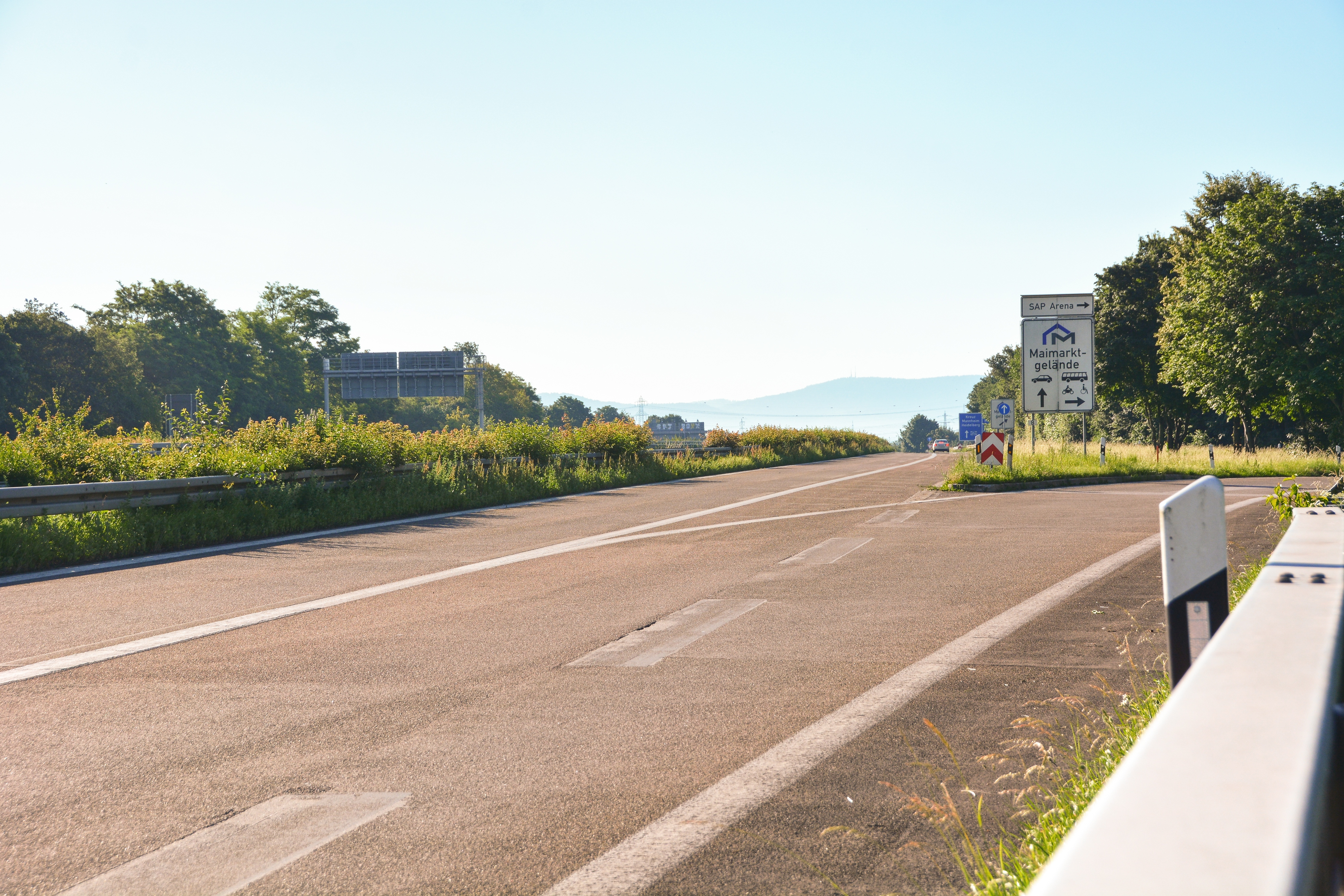
Örtlichkeit des damaligen Absturzes im Bereich der Leitplanke, Bildmitte

Anlässlich des 375-jährigen Jubiläums der Verleihung der Stadtrechte an Mannheim sollten auf dem Mannheimer Flugplatz in Mannheim-Neuostheim die „Internationalen Luftschiffertage“ stattfinden. Dabei wollten Fallschirmspringer aus Mannheim und den Partnerstädten Toulon und Swansea einen Rekord im Formationssprung aufstellen. Vorher sollte vor Tausenden Zuschauern noch ein Übungssprung aus etwa 3500 Metern Höhe absolviert werden. Um 12:30 Uhr startete der Transporthubschrauber der US-Garnison Mannheim mit seinen Passagieren. Beim Aufsteigen meldete der Pilot in einer Höhe von etwa 3000 Metern Probleme und kündigte seine Rückkehr an. 
Der Pilot ging in den Sinkflug über, doch in rund 250 Meter Höhe, quasi schon im Landeanflug, versagte das Verteilergetriebe, das die Aufgabe hat, den Lauf der beiden gegenläufigen Rotoren zu synchronisieren, deren Propellerkreise etwa sechs Meter weit ineinandergreifen. Die jeweils drei Rotorblätter des vorderen und des hinteren Rotors kollidierten miteinander und zersplitterten, der Hubschrauber, nun ohne Auftrieb, stürzte vor den Augen der Zuschauer auf die A 656 und brannte aus. Alle Insassen starben: 23 Franzosen, neun Briten, sechs Deutsche und acht Amerikaner, darunter die fünfköpfige Besatzung und zwei AFN-Reporter.

## Reaktionen

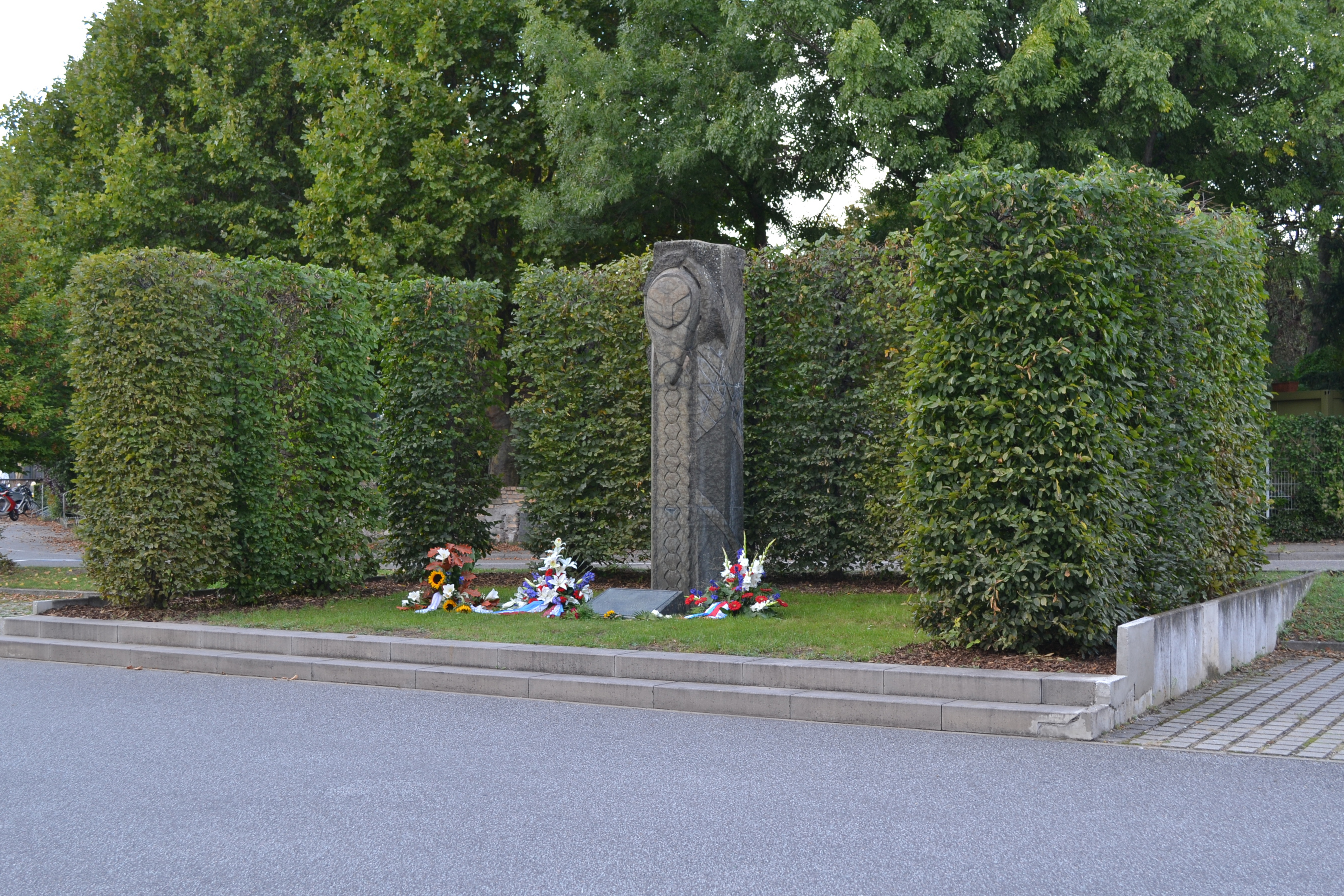
Das Denkmal am City Airport

Oberbürgermeister Wilhelm Varnholt sagte daraufhin alle weiteren Jubiläumsfeierlichkeiten ab. Die US-Armee erteilte weltweit allen 409 Chinook-Hubschraubern Startverbot. Die Wrackteile wurden in ein Militärdepot nach Corpus Christi (Texas) geflogen. Bei der Untersuchung stellte sich heraus, dass Partikel eines Reinigungsmittels aus geschroteten Walnussschalen Schmierdüsen verstopft hatten, was zur Überhitzung des Verteilergetriebes führte. Dadurch war die Synchronisierung der neun Meter langen Rotorblätter nicht mehr gewährleistet und sie konnten gegeneinanderschlagen. Die Angehörigen von neun Opfern verklagten den Hersteller Boeing Vertol. Ein Bezirksgericht verurteilte das Unternehmen wegen eines Konstruktionsfehlers. Doch in der Berufung konnte Boeing Vertol nachweisen, dass der Vorschlag einer Konstruktionsänderung, die den Unfall hätte verhindern können, von der Armee abgelehnt worden war.
Ein Jahr nach dem Unfall wurde vor dem Eingang des Mannheimer Flugplatzes – heute Flugplatz Mannheim City – ein Denkmal des britischen Bildhauers Michael Sandle eingeweiht. Auch am Strand der Partnerstadt Toulon – plage du Mourillon – steht ein Denkmal, mit den Namen und der Herkunft aller Verstorbenen, an dem der Toten noch regelmäßig gedacht wird. Die Inschrift in Toulon bedeutet: "Gemeinsam kamen sie hierher, um zu landen / Gemeinsam in Mannheim flogen sie weg... / am 11. September 1982." (Ensemble, ici, ils venaient se poser / Ensemble à Mannheim ils se sont envolés... / le 11 septembre 1982) "

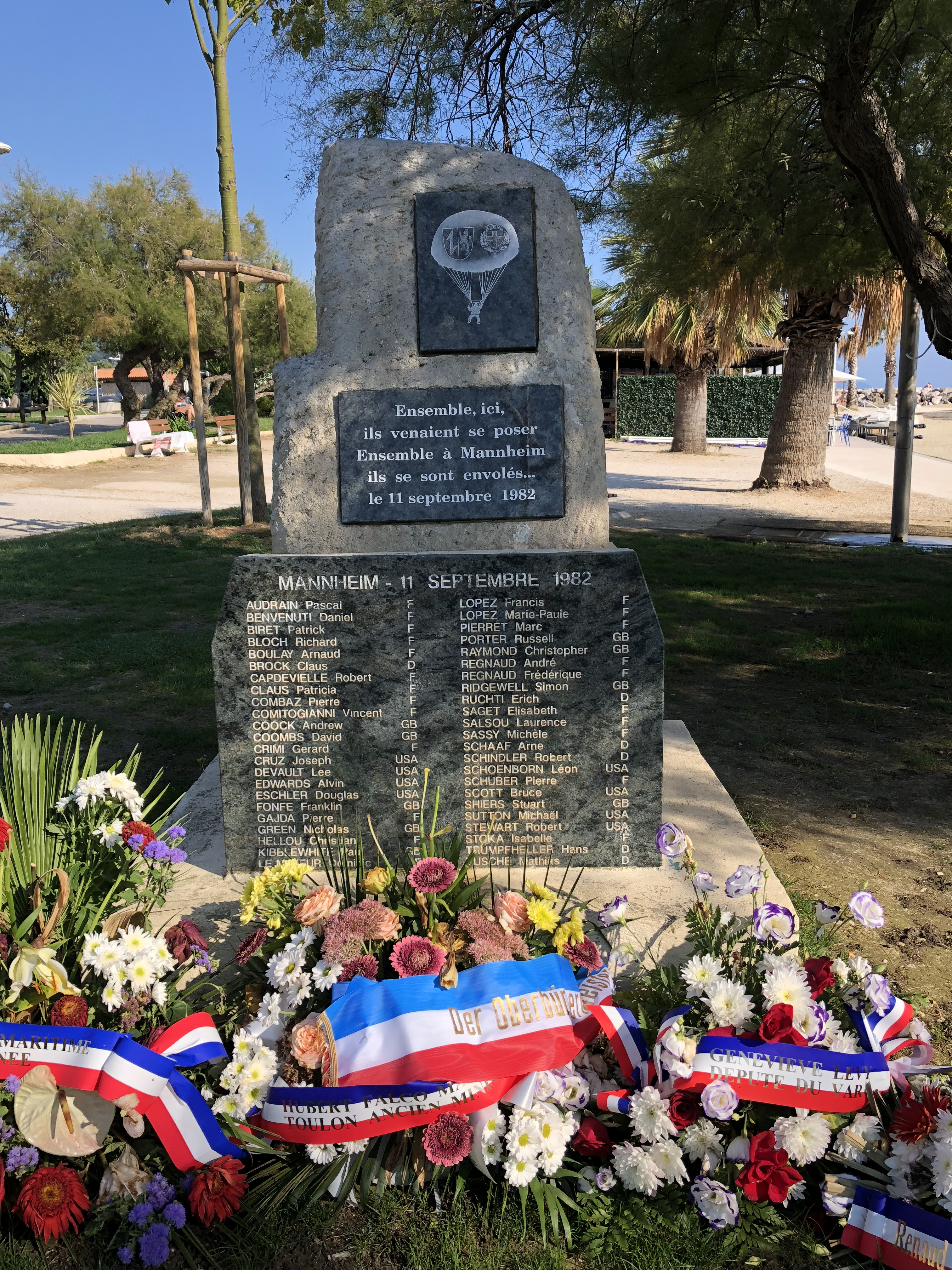
Denkmal in Toulon